# Néstor del Castillo
Néstor Castillo Rodríguez (Ciudad de las Charangas, Bejucal, Provincia de Mayabeque, Cuba 8 de marzo de 1936; 24 de febrero de 1986), conocido por su nombre artístico de Néstor del Castillo, es uno de los exponentes del bolero moruno. Nacido en el seno de una familia humilde, desde niño tuvo inquietudes por el arte manifestándose en el canto y cultivó con denodado empeño en el bolero.

## Trayectoria
A finales de la década de 1950 y principios de la de 1960 comienza su trabajo como solista en fiestas populares y centros nocturnos de Bejucal. Más tarde se traslada a La Habana, donde actúa en teatros y cabarets, realizando sus primeras grabaciones para la radio y algunas presentaciones en la televisión. Sus primeras presentaciones ante el público las hizo como trovador, guitarra en mano, interpretando las canciones de moda de la época. De esta manera se dio a conocer, y resaltó por su manera peculiar de interpretar el bolero entre lo romántico y lo moruno. Sus primeras giras las hizo por la Ciudad de Cienfuegos. Allí se presentó en el cabaret del hotel Jagua y en varias ocasiones deleitó a los cienfuegueros, en el cabaret del Costa Sur. Las primeras grabaciones las realizó con el Conjunto Sonora Musical, grabando “Me lo dice el silencio”, “Cóctel de especias” y “Gitana cuando caminas”, de José y Alberto González; “Total”, de Ricardo García Perdomo, así como “Es triste decir adiós”, “En el balcón aquél” y “Es mi súplica”, de Leopoldo Ulloa, entre otros.[cita requerida]
Tuvo un trabajo muy identificado con el Conjunto Caney, dirigido por el destacado músico Benito Llanes (Benitico), con cuyo acompañamiento empezaron a escucharse en la radio temas como: "Ya no extraño tu amor", "Canción a mi madre querida" y "No me quieras", de la autoría de Leopoldo Ulloa, de Catalina de Güines y Candito Ruiz, respectivamente.[cita requerida]
Este disco lo grabó en 1985 y fue su primer y único disco de larga duración (LD) con el Sello Areito, perteneciente a la Empresa de Grabaciones y Ediciones Musicales (EGREEM) Néstor canta, que contó con el acompañamiento del propio Conjunto Caney, la producción y dirección de Benito Llanes, e incluía 14 boleros. Salió al mercado a fines de 1987, después de ocurrido su deceso.[cita requerida]
Sus grabaciones se han escuchado en programas de recuerdos en algunas emisoras, pero no con la verdadera difusión que debería hacerse.[cita requerida]
Néstor, conocido también por La voz moruna de Cuba, constituyó una figura dentro del bolero por su estilo interpretativo.[cita requerida]
Más que hijo de Bejucal, de Mayabeque, con una trayectoria en la cancionística que debe ser ampliamente difundida. Resulta necesario además la digitalización y producción de su único CD para incluirlo en las voces del siglo XX.[cita requerida]

## Muerte
Nestor del Castillo falleció el 24 de febrero de 1986, víctima de una enfermedad cuando estaba próximo a cumplir los 50 años.[cita requerida]